# Jean-Pierre Papin
Jean-Pierre Papin (* 5. November 1963 in Boulogne-sur-Mer) ist ein ehemaliger französischer Fußballspieler und -trainer.

## Karriere als Spieler

### Vereine
Papin, in Frankreich meist kurz „JiPéPé“ genannt, wuchs nach der Scheidung seiner Eltern bei seiner Großmutter auf und trat im Alter von sechs Jahren einem Fußballverein bei. Einen Vorvertrag erhielt er von US Valenciennes, die ihn ab 1981 auf ein Fußballinternat nach Vichy schickte. Bereits in seiner ersten Saison (1984/85) bei US Valenciennes in der Division 2 erzielte der Mittelstürmer 15 Tore. Danach wechselte er zum FC Brügge nach Belgien und war auch dort erfolgreicher Torschütze, häufiger noch bei Olympique Marseille, für den er von 1987/88 bis 1991/92 fünfmal in Folge zum erfolgreichsten Torschützen der Division 1 avancierte. Er gewann mit dem Verein vier Meisterschaften und den Landespokal. 1991 wurde er außerdem mit dem Ballon d’Or als „Europas Fußballer des Jahres“ ausgezeichnet.
1992 verließ er Frankreich und wechselte nach Italien zum Meister AC Mailand. Zwei Jahre blieb er dort und gewann jeweils die Meisterschaft. Im Mai 1993 traf er beim Champions-League-Finale im Münchner Olympiastadion auf seinen ehemaligen Verein Olympique Marseille, wurde aber erst in der zweiten Halbzeit eingewechselt und konnte die 0:1-Niederlage gegen die ehemaligen Mannschaftskameraden auch nicht mehr abwenden. In der Folgesaison konnte die AC Mailand dann den Champions-League-Titel gewinnen. Papin kam zwar beim Endspiel in Athen nicht zum Einsatz, hatte aber mit drei Toren im gesamten Wettbewerb seinen Teil zum Erfolg beigetragen. Im Sommer des Jahres 1994 zog er weiter in die Bundesliga zum Meister FC Bayern München, bei dem er zusammen mit dem Bulgaren Emil Kostadinov den Sturm verstärken sollte. Er gab seinen Einstand am 20. August 1994 (1. Spieltag) beim 3:1-Sieg im Heimspiel gegen den VfL Bochum; sein erstes Tor erzielte er am 12. November 1994 (13. Spieltag) sechs Minuten nach seiner Einwechslung beim 2:0-Sieg im Heimspiel gegen den FC Schalke 04. In der Folgesaison kam er auf 20 Ligaeinsätze und erzielte zwei Tore. Sein Treffer zum 1:0 beim 2:0-Bundesligasieg im Olympiastadion gegen KFC Uerdingen 05 im August 1995 wurde zum Tor des Monats erkoren. Des Weiteren kam er zu drei Einsätzen im DFB-Pokal und neun in den europäischen Pokalwettbewerben. Höhepunkt war der Gewinn des UEFA-Pokals 1996 in zwei Endspielen gegen Girondins Bordeaux. Seinen Zenit hatte er da allerdings schon überschritten, und so wurde er auch nicht mehr für die Fußball-Europameisterschaft 1996 in England nominiert.
Danach spielte er noch zwei Jahre beim französischen Erstligisten Girondins Bordeaux sowie ein Jahr in der Division 2 bei EA Guingamp. Von Januar bis Dezember 1999 war er für die JS Saint-Pierroise auf Réunion aktiv und wechselte 2004 als Spielertrainer zum FC Bassin d’Arcachon, für den er bis 2006 arbeitete.
Im Januar 2009 wurde bekannt, dass der 45-Jährige bei der AS Facture Biganos Boïen, einem unterklassigen Amateurverein in Frankreichs Südwesten, wieder als Spieler aktiv werden wolle; er habe dort seine Spielberechtigung unterzeichnet, gab der Präsident des Vereins bekannt. Papins Comeback sei „aus Freundschaft zu unserem Trainer Thierry Castets“ erfolgt.

### Nationalmannschaft
Papin wurde zwischen Februar 1986 und Januar 1995 54-mal in die Équipe Tricolore berufen und erzielte dort 30 Tore; in elf Begegnungen war er deren Mannschaftskapitän. Er debütierte am 26. Februar 1986 in Paris in einem Test-Länderspiel gegen Nordirland, das torlos endete. Sein erstes Länderspieltor, erzielt am 1. Juni 1986 in León im ersten WM-Gruppenspiel, war zugleich der 1:0-Siegtreffer gegen Kanada.
Er nahm an der Weltmeisterschaft 1986 in Mexiko teil, wurde in den Vorrundenspielen und im Spiel um Platz 3 eingesetzt und erzielte zwei Treffer. Noch enttäuschender für ihn verlief die Europameisterschaft 1992 in Schweden: sieglos und mit lediglich zwei von ihm erzielten Toren schieden Les Bleus nach der Vorrunde aus. Sein letztes Länderspiel bestritt er am 18. Januar 1995 in Utrecht gegen die Niederlande, das mit 1:0 gewonnen wurde.

## Karriere als Trainer

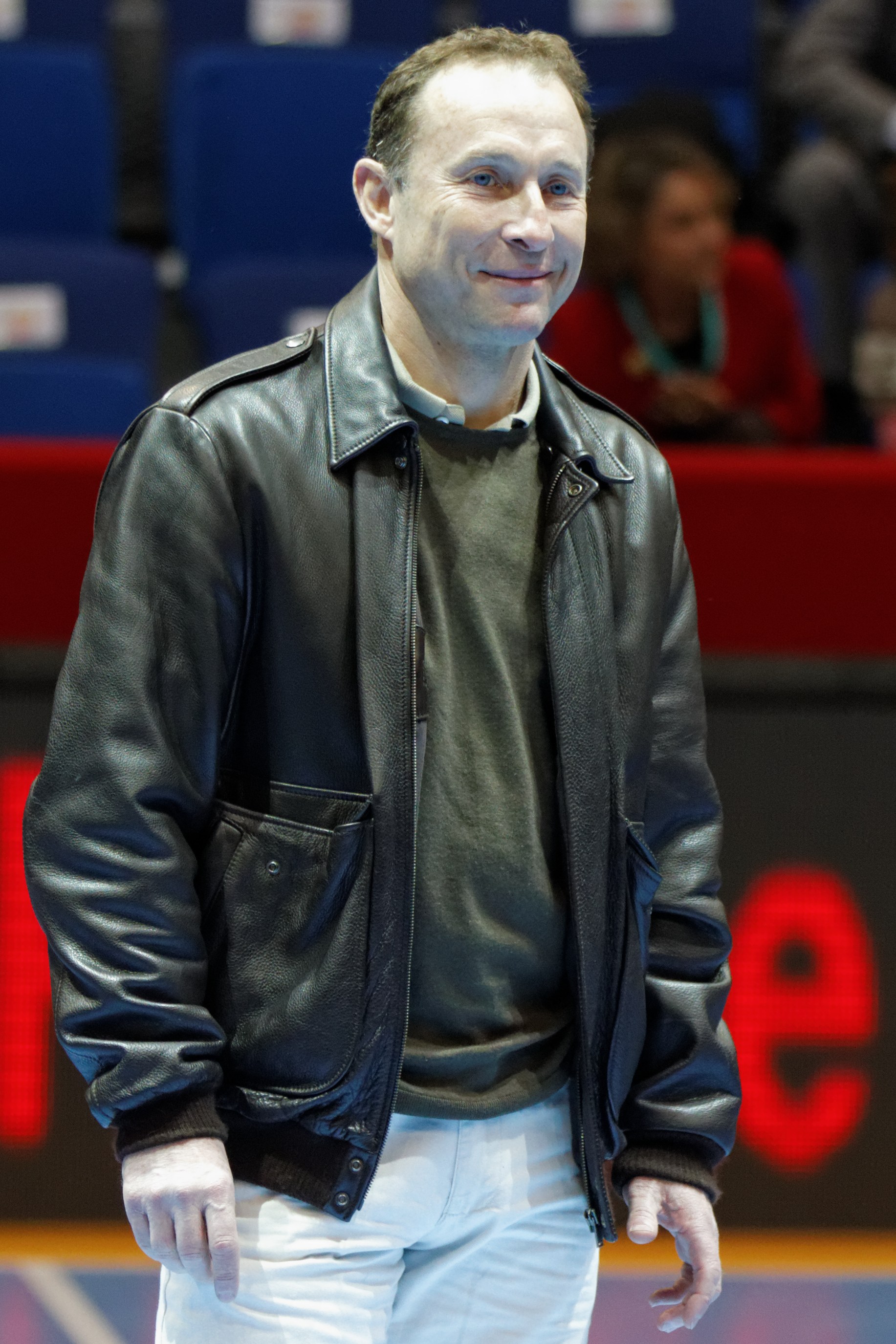
Papin im Februar 2013

Papin ist nach seiner aktiven Zeit dem Fußballsport als Trainer treu geblieben. Von 2004 bis 2006 betreute er in dieser neuen Rolle den Fünftdivisionär FC Bassin d’Arcachon. In der Spielzeit 2006/07 trainierte er den Erstligaabsteiger Racing Strasbourg und schaffte mit den Elsässern prompt den Wiederaufstieg in die höchste Spielklasse. Dennoch wurde sein Vertragsverhältnis auf der Meinau im Juni 2007 vorzeitig beendet. Von August 2007 bis Mai 2008 war er Nachfolger des zurückgetretenen Guy Roux bei Racing Lens, der am Saisonende aus der Ligue1 absteigen musste.
Ab dem 29. Dezember 2009 trainierte er den Zweitligisten LB Châteauroux; nachdem die Mannschaft im Sommer 2010 als Tabellen-16. nur knapp dem Abstieg entgangen war, wurde Papins Vertrag nicht verlängert. Seit September 2014 ist er Vorsitzender der für den Landespokal zuständigen Verbandskommission.

## Erfolge und Auszeichnungen

### Verein
FC Brügge (1985–1986)
- Belgischer Pokalsieger: 1985/86

Olympique Marseille (1986–1992)
- Französischer Meister: 1988/89, 1989/90, 1990/91, 1991/92
- Französischer Pokalsieger: 1988/89

AC Mailand (1992–1994)
- Italienischer Meister: 1992/93, 1993/94
- Champions-League-Sieger: 1993/94

FC Bayern München (1994–1996)
- UEFA-Pokal-Sieger: 1995/96

### Nationalmannschaft
- Dritter der Weltmeisterschaft 1986

### Persönliche Ehrungen
- Ballon d’Or („Europas Fußballer des Jahres“): 1991
- Frankreichs Fußballer des Jahres: 1989, 1991
- Welttorjäger: 1991
- Torschützenkönig des Europapokals der Landesmeister: 1989/90, 1990/91, 1991/92
- Torschützenkönig der Division 1: 1987/88, 1988/89, 1989/90, 1990/91, 1991/92
- Torschütze des Jahres: 1995, das Tor des Monats August 1995 wurde zum Tor des Jahres gewählt[4]
- Trophäe für den besten ausländischen Spieler aller Zeiten von FC Brügge: 2008[5]
- Dream Team von 110 Jahren Olympique Marseille: 2010[6]